# Jednolita część wód
Jednolita część wód (JCW) – podstawowa jednostka gospodarki wodnej (łącznie z ochroną środowiska) w myśl polskiego prawa wodnego, zgodnie z Ramową Dyrektywą Wodną. Jednolita część wód jest pojęciem obejmującym zarówno zbiorniki wód stojących, jak i cieki, a także przybrzeżne fragmenty wód morskich i wody podziemne.
Prawo wodne jednolite części wód dzieli na jednolite części wód powierzchniowych – JCWP (wśród nich wyodrębniając również jednolite części wód przybrzeżnych lub przejściowych oraz jednolite części wód sztucznych lub silnie zmienionych) i jednolite części wód podziemnych – JCWPd. Jednolitą częścią wód powierzchniowych jest oddzielny i znaczący element wód powierzchniowych: jezioro (włączając w to inne naturalne zbiorniki, np. naturalne stawy), sztuczny zbiornik wodny, ciek (struga, strumień, potok, rzeka, kanał), a także fragment morskich wód wewnętrznych, przejściowych lub przybrzeżnych. Większe cieki dzielone są na mniejsze odcinki stanowiące JCWP. Za JCWPd uznaje się określoną objętość wód podziemnych znajdującą się wewnątrz warstwy wodonośnej lub zespołu warstw wodonośnych. 
Podział na JCWP naturalne i silnie zmienione lub sztuczne znajduje swoje odzwierciedlenie w klasyfikacji jakości wód – dla naturalnych części wód wyznacza się ich stan ekologiczny, podczas gdy dla silnie zmienionych (np. w znacznym stopniu uregulowanych lub przekształconych w zbiornik zaporowy) i sztucznych części wód – potencjał ekologiczny. Drugim komponentem jest stan chemiczny.
Ze względów techniczno-funkcjonalnych, JCWP i ich zlewnie bywają łączone w scalone części wód powierzchniowych (SCWP). Agregacja taka obejmuje JCW o podobnych warunkach i funkcjach, także z różnych kategorii (np. jeziora i cieki, przy czym JCWP z tak odmiennych kategorii jak wody przybrzeżne i wody rzeczne nie są łączone).
Pojęcie jednolitej części wód (ang. water body) wprowadzono przy okazji implementacji Ramowej Dyrektywy Wodnej i stosowane jest w kontekście zarządzania wodami, w tym ich monitoringu środowiskowego. W związku z tym mniejsze cieki i zbiorniki wodne nie są uwzględniane w wykazach JCW. Z kolei wiele rzek, nawet stosunkowo krótkich, jest dzielone na mniejsze odcinki stanowiące JCW, obejmujące również małe dopływy. Przy wyznaczaniu JCW decydują kryteria hydrologiczne, jednak ze względu na różnice w interpretacji, wykaz JCW podlega co jakiś czas korektom (przez co ich liczba w różnych publikacjach może się różnić). Liczbę jednolitych części wód ustalonych na obszarze Polski w momencie tworzenia przez Krajowy Zarząd Gospodarki Wodnej planów gospodarowania wodami na obszarach dorzeczy (2008/2009) przedstawia poniższa tabela:
| Kategoria JCW    | Obszar dorzecza Wisły | Obszar dorzecza Odry | Obszar dorzecza Dniestru | Obszar dorzecza Dunaju | Obszar dorzecza Jarft | Obszar dorzecza Łaby | Obszar dorzecza Niemna | Obszar dorzecza Pregoły | Obszar dorzecza Świeżej | Obszar dorzecza Ücker | Razem |
| ---------------- | --------------------- | -------------------- | ------------------------ | ---------------------- | --------------------- | -------------------- | ---------------------- | ----------------------- | ----------------------- | --------------------- | ----- |
| rzeki            | 2660                  | 1734                 | 3                        | 11                     | 6                     | 8                    | 40                     | 120                     | 4                       | 0                     | 4586  |
| jeziora          | 483                   | 420                  | 0                        | 0                      | 0                     | 0                    | 36                     | 101                     | 1                       | 0                     | 1041  |
| wody przejściowe | 5                     | 4                    | 0                        | 0                      | 0                     | 0                    | 0                      | 0                       | 0                       | 0                     | 9     |
| wody przybrzeżne | 6                     | 5                    | 0                        | 0                      | 0                     | 0                    | 0                      | 0                       | 0                       | 0                     | 11    |
| wody podziemne   | 90                    | 64                   | 1                        | 2                      | 2                     | 4                    | 3                      | 4                       | 1                       | 1                     | 172   |